# Kolazhy
Kolazhy là một thị trấn thống kê (census town) của quận Thrissur thuộc bang Kerala, Ấn Độ.

## Nhân khẩu
Theo điều tra dân số năm 2001 của Ấn Độ, Kolazhy có dân số 8445 người. Phái nam chiếm 49% tổng số dân và phái nữ chiếm 51%. Kolazhy có tỷ lệ 85% biết đọc biết viết, cao hơn tỷ lệ trung bình toàn quốc là 59,5%: tỷ lệ cho phái nam là 86%, và tỷ lệ cho phái nữ là 84%. Tại Kolazhy, 10% dân số nhỏ hơn 6 tuổi.